# Барбора Янічкова
Барбора Янічкова (чеськ. Barbora Janíčková, 1 травня 2000) — чеська плавчиня.
Учасниця Олімпійських Ігор 2020 року, де в естафеті 4x100 метрів вільним стилем її збірна посіла 14-те місце і не потрапила до фіналу.